# Dynastia Chedi
Dynastia Chedi – dżinijska dynastia panująca w Kalindze od około końca III wieku p.n.e. do około I wieku. 
Jej trzecim i najpotężniejszym władcą był król Kharawela, po którym nastał jego syn Kudeparisi. Okres panowania Chedich przyniósł nie tylko wyzwolenie Kalingi spod panowania Maurjów i jej krótkotrwałą supremację militarną w Indiach, lecz także znaczny postęp kulturalny i rozwój handlu.